# 徐師張
徐師張（1542年—？），字惟敬，號見紳，浙江金華府永康縣人，民籍，明朝政治人物。

## 生平
嘉靖三十七年戊午科（1558年）浙江鄉試第十二名，萬曆二年（1574年）登甲戌科會試第五十七名，第三甲第九十五名進士。授福清县知县。万历二十二年（1594年）四月由刑部郎中升官至福建副使。

## 家族
曾祖父徐憲，贈文林郎山西道監察御史 加贈通議大夫都察院右副都御史；祖父徐誼，曾任醫學訓科；父徐文璨。母陳氏。严侍下。兄徐师皋，广西太平府知府；徐师稷，府通判；徐师夔，布政司经历；师范；师程。弟徐师陈，贡士；师毕；师说；师浚；师旦；师弼。